# Davos FC
Der Davos Football Club (meist nur Davos oder Davos FC, bis zur Saison 2022/23 Citizens FC) ist ein 2013 gegründeter Fußballverein aus Windhoek-Katutura in Namibia. Heimatstadion ist das Sam-Nujoma-Stadion. Davos war bis 2012 unter dem Namen Monitronics Success College FC bekannt. Besitzer des Vereins ist Dawid Goagoseb.
Der Verein stieg in der Saison 2012/2013 aus der Namibia Second Division in die Namibia First Division auf. Gleich in der folgenden Saison (2013/2014) gelang der erneute Aufstieg in die Namibia Premier League, die höchste Spielklasse im namibischen Fußball. In der Saison 2022/23 stieg das Team ab.
Im namibischen Pokalwettbewerb 2014 erreichten der Davoc FC das Finale.